# Õnne 13
Õnne 13 – estoński serial telewizyjny, nadawany na kanale ETV (Eesti Televisioon) od 1993 roku. Twórczynią programu była Astrid Reinla (zm. w 1995). Jest to najdłużej nadawana opera mydlana w Estonii.